# Ярославцев, Валерий Витальевич
Валерий Витальевич Ярославцев (20 апреля 1930, пос. Выкса, Нижегородский край — 2 января 1998, Москва) — советский оперный певец (бас); Заслуженный артист РСФСР (1976).

## Биография
В 1958 окончил Московскую консерваторию (классы Д. Тонского, В. Шушлина). В 1958—1988 годы — солист Большого театра.

## Семья
Сын — Александр, выпускник Гнесинской консерватории, скрипач.
- внучка — Анастасия, флейтистка.

## Творчество
В числе исполненных партий:
- Собакин — «Царская невеста» Н. А. Римского-Корсакова
- Скула — «Князь Игорь» А. П. Бородина
- Руслан; Светозар — «Руслан и Людмила» М. И. Глинки
- Пимен — «Борис Годунов» М. П. Мусоргского
- Гремин — «Евгений Онегин» П. И. Чайковского
- Ловчий — «Русалка» А. Даргомыжского
- Бурундай — «Сказание о невидимом граде Китеже и деве Февронии» Н. Римского-Корсакова
- Монтероне — «Риголетто» Д. Верди
- Рамфис — «Аида» Д. Верди
- Вагнер — «Фауст» Ш. Гуно
- Великий инквизитор — «Дон Карлос» Д. Верди
- Андрей — «Октябрь» В. Мурадели

### Дискография
| год  | партия                           | композитор             | произведение                                        | дирижёр      | лейбл                        |
| ---- | -------------------------------- | ---------------------- | --------------------------------------------------- | ------------ | ---------------------------- |
| 1964 | Великий инквизитор               | Д. Верди               | «Дон Карлос»                                        | А. Найдёнов  | «Мелодия» Д 014469-76        |
| 1964 | Великий инквизитор               | Д. Верди               | «Дон Карлос» : фрагменты из оперы                   | А. Найдёнов  | «Мелодия» Д 014899-900       |
| 1965 | Великий инквизитор               | Д. Верди               | «Дон Карлос»                                        | А. Найдёнов  | C 0933-40                    |
| 1968 |                                  | Дж. Пуччини            | Тоска                                               | Е. Светланов | «Мелодия» Д 022429-34        |
| 1973 | Бонза                            | Дж. Пуччини            | Чио-Чио-Сан                                         | М. Эрмлер    | CM 03905-10                  |
| 1975 | Сурин                            | П. И. Чайковский       | «Пиковая дама»                                      | М. Эрмлер    | «Мелодия» С10 05801-06       |
| 1977 | привратник дворца                | П. И. Чайковский       | «Иоланта»                                           | М. Эрмлер    | «Мелодия» С10 08343-6        |
| 1977 | Анджелотти                       | Дж. Пуччини            | Тоска (на ит. яз.)                                  | М. Эрмлер    | «Мелодия» С10-08431-6        |
| 1986 | Бурундай                         | Н. А. Римский-Корсаков | «Сказание о невидимом граде Китеже и деве Февронии» | Е. Светланов | С10 23807-14                 |
|      | Светозар, великий князь киевский | М. И. Глинка           | «Руслан и Людмила»                                  | Ю. Симонов   | «Мелодия» CD 10 01346 (3 CD) |

## Видеозаписи
- 1978 — «Борис Годунов» Модеста Мусоргского, Пимен, дир. Борис Хайкин

## Память
Мемориальная доска В. В. Ярославцеву установлена на Дворце Культуры завода им. Лепсе в Выксе.